# Championnat de Suède de basket-ball
Le championnat de Suède de basket-ball, également nommé Basketligan ou Obol Basketball League pour des raisons de sponsoring, est une compétition de basket-ball qui représente en Suède le sommet de la hiérarchie du basket-ball, fondée en 1992 .elle est le plus haut échelon du championnat de basket-ball en Suède (créé lui en 1954).

## Historique
En 1990, lors d'une assemblée générale extraordinaire, la Fédération suédoise de basket-ball décide de lancer la Basketligan à partir de la saison 1992-1993.
La Basketligan remplace l'ancienne Elitserien, créée en 1953, marquant ainsi un premier pas vers un rapprochement du système nord-américain des ligues professionnelles, bien que les promotions et les relégations aient été maintenues dans une certaine mesure.
Le nom de la ligue est resté Basketligan jusqu'à la saison 2005-2006, mais après la signature d'un accord entre la société d'investissement suisse Obol Investment et la Fédération suédoise de basket-ball en octobre 2006, la Basketligan a été rebaptisée Obol Basketball League. Le 3 décembre 2006, l'émission Kaliber de Sveriges Radio sur Sveriges Radio P1 examine le contexte de la société d'investissement et découvre plusieurs anomalies. En janvier 2007, il est décidé que la ligue ne porterait plus le nom d'Obol et s'appellerait simplement Ligan pour le reste de la saison. À partir de la saison 2007-2008, le nom est Svenska Basketligan.
En mars 2024, il est annoncé que la Svenska Basketligan compterait 14 équipes à compter de la saison 2025-2026.

## Palmarès

### Elitserien
- 1954 : Soder Basket
- 1955 : Soder Basket
- 1956 : Soder Basket
- 1957 : Soder Basket
- 1958 : SK Riga
- 1959 : Soder Basket
- 1960 : Soder Basket
- 1961 : Soder Basket
- 1962 : Soder Basket
- 1963 : Alvik Basket
- 1964 : Alvik Basket
- 1965 : Alvik Basket
- 1966 : Alvik Basket
- 1967 : Alvik Basket
- 1968 : Alvik Basket
- 1969 : IFK Helsingborg
- 1970 : Alvik Basket
- 1971 : Alvik Basket
- 1972 : Alvik Basket
- 1973 : Basket Solna IF
- 1974 : Alvik Basket
- 1975 : Alvik Basket
- 1976 : Alvik Basket
- 1977 : Alvik Basket
- 1978 : Södertälje Kings
- 1979 : Alvik Basket
- 1980 : Norrköping Dolphins
- 1981 : Alvik Basket
- 1982 : Alvik Basket
- 1983 : Alvik Basket
- 1984 : Basket Solna IF
- 1985 : Basket Solna IF
- 1986 : Alvik Basket
- 1987 : Södertälje Kings
- 1988 : Södertälje Kings
- 1989 : Basket Solna IF
- 1990 : Södertälje Kings
- 1991 : Södertälje Kings
- 1992 : Södertälje Kings

### Basketligan
| Saison    | Champion                  | Finaliste                 | Score | MVP             |
| --------- | ------------------------- | ------------------------- | ----- | --------------- |
| 1992–1993 | Stockholm Capitals        | Norrköping Dolphins       | 3–0   | NC              |
| 1993–1994 | Kärcher Basket            | Norrköping Dolphins       | 3–0   | NC              |
| 1994–1995 | Alvik                     | Kärcher Basket            | 3–0   | NC              |
| 1995–1996 | New Wave Sharks           | Södertälje Kings          | 3–2   | NC              |
| 1996–1997 | Plannja Basket            | M7 Borås                  | 3–1   | NC              |
| 1997–1998 | Norrköping Dolphins       | Plannja Basket            | 3–1   | NC              |
| 1998–1999 | Plannja Basket            | M7 Borås                  | 3–1   | NC              |
| 2000–2001 | 08 Stockholm Human Rights | Norrköping Dolphins       | 3–0   | NC              |
| 2001–2002 | Plannja Basket            | Södertälje Kings          | 3–2   | NC              |
| 2002–2003 | Solna Vikings             | Plannja Basket            | 3–1   | NC              |
| 2003–2004 | Plannja Basket            | Norrköping Dolphins       | 4–1   | NC              |
| 2004–2005 | Södertälje Kings          | Sundsvall Dragons         | 4–2   | NC              |
| 2005–2006 | Plannja Basket            | Solna Vikings             | 4–1   | NC              |
| 2006–2007 | Plannja Basket            | 08 Stockholm Human Rights | 4–2   | NC              |
| 2007–2008 | Solna Vikings             | Sundsvall Dragons         | 3–0   | NC              |
| 2008–2009 | Sundsvall Dragons         | Solna Vikings             | 4–3   | NC              |
| 2009–2010 | Norrköping Dolphins       | Plannja Basket            | 4–1   | NC              |
| 2010–2011 | Sundsvall Dragons         | Norrköping Dolphins       | 4–3   | NC              |
| 2011–2012 | Norrköping Dolphins       | Södertälje Kings          | 4–2   | Johnell Smith   |
| 2012–2013 | Södertälje Kings          | Sundsvall Dragons         | 4–2   | John Roberson   |
| 2013–2014 | Södertälje Kings          | Norrköping Dolphins       | 4–3   | Toni Bizaca     |
| 2014–2015 | Södertälje Kings          | Uppsala                   | 4–1   | John Roberson   |
| 2015–2016 | Södertälje Kings          | Norrköping Dolphins       | 4–0   | Skyler Bowlin   |
| 2016–2017 | BC Luleå                  | Södertälje Kings          | 4–1   | Brandon Rozzell |
| 2017–2018 | Norrköping Dolphins       | BC Luleå                  | 4–3   | NC              |
| 2018–2019 | Södertälje Kings          | Borås Basket              | 4–1   | NC              |
| 2019–2020 | Borås                     | BC Luleå                  | NC    | NC              |
| 2020–2021 | Norrköping Dolphins       | Södertälje BBK            | 4–0   | Adam Ramstedt   |
| 2021–2022 | Norrköping Dolphins       | Jämtland Basket           | 4–2   | Felix Terins    |
| 2022–2023 | Norrköping Dolphins       | Borås Basket              | 4–2   | Devonte Green   |
| 2023–2024 | Norrköping Dolphins       | Borås Basket              | 4–1   | Felix Terins    |
| 2024–2025 | Norrköping Dolphins       | Borås Basket              | 4–1   | Shane Hunter    |

## Bilan par club

### Performance en Basketligan
Les clubs en italique ne sont plus en activité.
| Club                      | Victoires | Finales | Années                                               |
| ------------------------- | --------- | ------- | ---------------------------------------------------- |
| Norrköping Dolphins       | 9         | 6       | 1998, 2010, 2012, 2018, 2021, 2022, 2023, 2024, 2025 |
| Luleå                     | 8         | 4       | 1997, 1999, 2000, 2002, 2004, 2006, 2007, 2017       |
| Södertälje Kings          | 6         | 4       | 2005, 2013, 2014, 2015, 2016, 2019                   |
| Sundsvall Dragons         | 2         | 3       | 2009, 2011                                           |
| Solna Vikings             | 2         | 2       | 2003, 2008                                           |
| Borås                     | 1         | 4       | 2020                                                 |
| 08 Stockholm Human Rights | 1         | 2       | 2001                                                 |
| Kärcher                   | 1         | 1       | 1994                                                 |
| Stockholm Capitals        | 1         | –       | 1993                                                 |
| Alvik                     | 1         | –       | 1995                                                 |
| New Wave Sharks           | 1         | –       | 1996                                                 |
| Uppsala                   | –         | 1       | –                                                    |